# Agustín Maravall
Agustín Maravall Herrero (Madrid, 1944) es un economista español considerado como una autoridad mundial en el campo de la econometría; en concreto, en el tratamiento de las series temporales. Es conocido especialmente por haber dirigido el desarrollo del programa TRAMO-SEATS para el ajuste estacional de series temporales. Es el primer investigador no norteamericano que recibe el premio Julius Shiskin (2004) de estadística económica.

## Biografía

### Infancia
Nació en 1944 en una familia de ambiente académico, siendo su padre el ensayista e historiador José Antonio Maravall. Su hermano, José María Maravall fue ministro de Educación y Ciencia del primer gobierno socialista de España con el presidente Felipe González (1982-1988). Pasó la infancia en París y, al regresar a Madrid, fue alumno del Colegio Estudio.

### Formación
Cursó ingeniería en la Escuela Técnica Superior de Ingenieros Agrónomos de Madrid, al concluir trabajó durante tres años como ingeniero en el Ministerio de Agricultura español. Uno de los trabajos que allí realizó, sobre la demanda de regadío en España, le permitió publicar su primer artículo en el Journal of Econometrics, del que surgió el tema de su tesis para el doctorado en ingeniería.
Como se enfrentaba, más que a problemas de ingeniería, a problemas de asignación de recursos que requerían conocimientos de Economía y, sobre todo, de Estadística y Econometría, decidió estudiar estos campos más a fondo. Gracias a una beca Fulbright-Ford, se doctoró en Economía en la Universidad de Wisconsin, en Estados Unidos. 

## Trayectoria profesional
Al terminar el doctorado, aceptó una oferta de la Junta de Gobernadores de la Reserva Federal, en Washington D. C. A petición de la institución, el fiscal general y el Departamento de Estado le declararon de «interés nacional», siendo el primer extranjero en trabajar en el personal de los gobernadores de la Reserva Federal.
En 1979 dejó la Reserva Federal para trabajar como analista en el Banco de España, como economista jefe y responsable de la Unidad de Tratamiento de Series Temporales en dicha entidad. Interrumpió su trabajo en el Servicio de Estudios del Banco de España para ejercer la enseñanza durante casi una década, entre 1989 y 1996, como catedrático en el Department of Economics del Instituto Universitario Europeo en Florencia, Italia. A su regreso a Madrid, continuó su trabajó en el Banco de España hasta su jubilación en 2014.

## Aportes académicos
Maravall es considerado en el campo de la investigación como el maestro de generaciones de especialistas en econometría y en modelos de desestacionalización de series temporales.  
En el diario económico de información Cinco Días del grupo de El País en 2004 manifiesta que «Los políticos olvidan el error estadístico»..En esta extensa entrevista realizada por Daniel Peña, se ofrece información muy diversa, tanto profesional como humana.
En un amplio reportaje titulado «El sabio se jubila»" realizado por Carlos Sánchez, se ofrece un recorrido biográfico que parte del reconocimiento internacional a su labor profesional como investigador en la ciencia de la Economía, así como un relato de sus experiencias vivenciales y compromiso político contra la dictadura franquista en los duros años 60 durante sus estudios en la Universidad Complutense de Madrid.

## Premios y reconocimientos
- Premio Rey Juan Carlos I de Economía 2014[12]
- Premio Rey Jaime I a la economía 2005[13]
- Premio Julius Shiskin Award for Economic Statistics 2004[3]
- Miembro de Honor de la American Statistical Association 2000

## Publicaciones
La extensa relación de sus publicaciones se encuentra registrada en Dialnet, WorldCat, y Google académico.
- La extracción de señales y el análisis de coyuntura /  Agustín Maravall. Banco de España, 1989. ISBN 84-7793-027-9[17]
- Desestacionalización y política monetaria: La serie de depósitos del sistema bancario / Agustín Maravall. Banco de España, 1981. ISBN 84-300-4135-4.[14]

- Análisis de un cierto tipo de tendencia. EN: Cuadernos económicos de ICE, ISSN 0210-2633, N.º 44, 1990, págs. 127-146[18]
- Missing observations in time series and the "dual" autocorrelation function. / Agustín Maravall, Daniel Peña Sánchez de Rivera. Banco de España, 1988. ISBN 84-7793-004-X
- Descomposición de series temporales: especificación, estimación e inferencia: (con una aplicación a la oferta monetaria en España) / Agustín Maravall. Banco de España, 1987. ISBN 84-505-6274-0
- Algunas reflexiones sobre la utilización del análisis de series en economía. EN: Revista española de economía, ISSN 0210-1025, Vol. 7, N.º 2, 1990, págs. 155-169.